# Rozmowa Mistrza Polikarpa ze Śmiercią

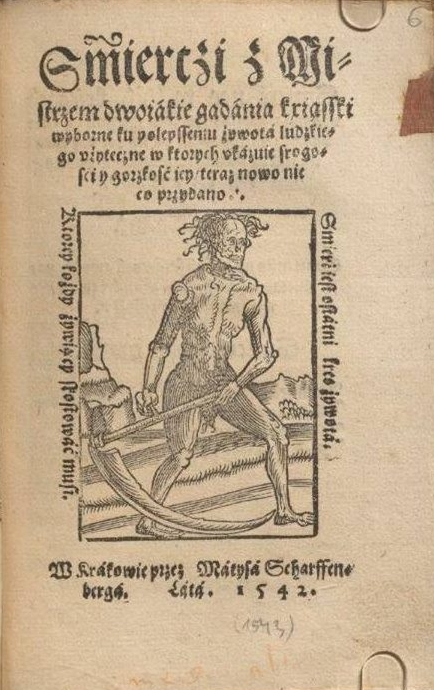
Karta tytułowa dzieła Śmierci z Mistrzem dwojakie gadania... (zawierającego Rozmowę Mistrza Polikarpa ze Śmiercią), wydanego nakładem Macieja Szarffenberga

Rozmowa Mistrza Polikarpa ze Śmiercią (De morte prologus, Dialogus inter Mortem et Magistrum Polikarpum) – średniowieczny wierszowany dialog moralistyczno-dydaktyczny, najbardziej znany polski utwór tego typu, powstały najprawdopodobniej na początku XV wieku. Rozpoznawany współcześnie z dwóch przekazów - rękopiśmiennego i wersji drukowanej. Pierwszy z nich (tzw. przekaz płocki) zapisany został w należącym do Mikołaja z Mirzyńca kodeksie powstałym w latach 1463-1465, zaginął jednak podczas II wojny światowej. Zawierał on większą część utworu, bez zakończenia. Zostało ono zrekonstruowane w 1925 roku przez Jana Łosia na podstawie staroruskiego przekładu z XVI wieku. Drugi przekaz to kompletna wersja drukowana dzieła, wydana nakładem Macieja Szarffenberga w Krakowie w 1542 roku, odkryta przez prof. Wiesława Wydrę w 2017.

## Historia
Utwór nieznanego autora powstał w oparciu o anonimowe łacińskie dzieło z XIV wieku. Dialogus magistri Policarpi cum Morte. 
Niepełny tekst dzieła był znany z rękopisu, który znajdował się w zbiorach Biblioteki Seminaryjnej w Płocku. Manuskrypt powstał w latach 1463-1465 i należał do Mikołaja z Mirzyńca, kanonika płockiego. Dialog zapisał (prawdopodobnie około 1463) bratanek Mikołaja, Dawid z Mirzyńca. Rękopiśmienny utwór był częścią kodeksu liczącego 463 karty i zawierającego głównie kazania, na 272 znalazła się Rozmowa Mistrza Polikarpa ze Śmiercią. Pismo zaginęło podczas II wojny światowej.
1 lipca 2018 roku Instytut Filologii Polskiej Uniwersytetu Adama Mickiewicza w Poznaniu poinformował, że prof. Wiesław Wydra odnalazł w Bibliotece Uniwersyteckiej w Erlangen nieznane drukowane wydanie utworu pochodzące z 1542 roku, które w odróżnieniu od znanej dotąd wersji zachowało się w całości. Pełna jego treść zawiera 916 wersów, nosi tytuł Śmierci z Mistrzem dwojakie gadania, książki wyborne ku polepszeniu żywota ludzkiego użyteczne, w których ukazuje srogości i gorzkość jej. Oprócz tekstu Rozmowy… zawiera dialog Śmierci z Kmotrem.
W przekazie drukowanym występuje więcej postaci biorących udział w tańcu Śmierci (m.in. szewc, krawiec, ślosarz, baby, co czarują). Dodany dialog Śmierci z Kmotrem jest jej opowieścią o tym, jak pewnego razu wóz, którym jechała, utknął w błocie. Przechodzący obok Kmotr udzielił pomocy i zaprosił ją na chrzciny swego dziecka. Podczas zabawy Śmierć rozpoczęła taniec z kosą, pozbawiając życia innych uczestników uroczystości. Po biesiadzie Kmotr poprosił ją, by pozwoliła mu żyć na świecie wiecznie i nigdy po niego nie przyszła. Śmierć, informując, że tego uczynić nie może, obiecała mu, że przybędzie dopiero w późnej starości. Dialog kończy komiczna sytuacja, w której Kmotr ( jako starzec) przebiera się za cielę, każe się przywiązać do kołka i ukrywa przed Śmiercią wśród zwierząt hodowlanych. Śmierć nie daje się oszukać i rozpoznaje swego rozmówcę.

## Kwestia autorstwa
Utwór jest dziełem anonimowym, jednak badacze języka oraz historycy starają się ustalić jego autorstwo. Dzieło przypisywane jest bratankowi Mikołaja z Mirzyńca - magistrowi sztuk wyzwolonych, kanonikowi płockiemu Dawidowi z Mirzyńca choć niektórzy badacze uznają go jedynie za kopistę, który przepisał wiersz innego autora. Według Wiesława Wydry, autorem odnalezionej w bibliotece w Erlangen późniejszej wersji drukowanej może być także Mikołaj Rej.

## Znaczenie
Rozmowa Mistrza Polikarpa ze Śmiercią jest uznawana za najcenniejszy zabytek średniowiecznej poezji świeckiej w języku polskim. Wpływ na to ma:
- Obszerność dzieła (498 wersów w wersji rękopiśmiennej, 916 wersów w wersji drukowanej),
- Motyw danse macabre ukazany w utworze,
- Moralistyczno-dydaktyczny cel dzieła: przygotowanie człowieka do śmierci,
- Forma dialogu,
- Sceny obyczajowe z życia przedstawicieli różnych stanów.

Nieznany polski autor, pisząc Rozmowę..., wzorował się na XII-wiecznym wierszu Dialogus mortis cum homine i innych łacińskich redakcjach utworu krążących w odpisach. Mimo tego polska wersja jest dość oryginalna.
Cechą, która wyróżnia tekst polski spośród innych, jest humor. Utwór satyrycznie ukazuje: mnichów i plebanów, karczmarzy oszukujących ludzi przy nalewaniu piwa, tłuste kobiety, nieuczciwych lekarzy, przekupnych i niesprawiedliwych sędziów. W części utworu zawierającej rozmowę Śmierci z Kmotrem, poznaną dzięki odkryciu drukowanego przekazu, komiczny charakter ma m.in. scena, w której Kmotr – próbując uciec przed Śmiercią – goli się na łyso, każe się przywiązać do kołka i udaje zwierzę.

## Uczestnicy dialogu
- Polikarp – osoba uczona, której mądrość jest często podkreślana w tekście.
- Śmierć – chudy, blady, łysy, pożółkły, bez nosa i warg, odsłaniający żebra, nagi, przepasany chustą gnijący trup kobiety. W ręku trzyma kosę. Jej wygląd przypomina o tym, jak znikome i krótkie jest życie, a także ukazuje bardzo realistyczny wygląd ludzkiego ciała po śmierci.
- Kmotr – (tylko w przekazie drukowanym[1]) młody człowiek, który spotyka uwięzioną w błocie Śmierć, pomaga jej i zaprasza na chrzciny.

## Portret Śmierci średniowiecznej
- Poczęta wraz z zerwaniem przez Ewę owocu z drzewa poznania dobra i zła, narodzona w momencie skosztowania wcześniej wspomnianego owocu przez pierwszego mężczyznę – Adama,
- Wykonuje zadanie otrzymane od Boga, nie można jej przekupić,
- Dysponuje niewyobrażalną władzą, pod którą uginają się najwięksi,
- Wie, że dosięgnie ostatecznie każdego człowieka,
- Podczas Sądu Ostatecznego będzie prowadziła grzeszników do piekła, po czym zniknie,
- Jest tylko siłą roboczą, bo decyzje o śmierci podejmuje Bóg,
- Jest odrażająca, a mimo to niektórzy chcą, a wręcz pragną się z nią spotkać,
- Jedyną osobą, która oparła się jej kosie, był Chrystus, posiadający boską moc.